# آی‌ان‌اس جالاشوا (ال۴۱)
آی‌ان‌اس جالاشوا (ال۴۱) (به انگلیسی: INS Jalashwa (L41)) یک کشتی است که طول آن 173.7 meters (570 feet) overall, 167 meters (548 feet) waterline می‌باشد. این کشتی در سال ۱۹۶۸ ساخته شد.